# 維塔利·金
維塔利·亞歷山德羅維奇·金（羅馬化：Vitalii Oleksandrovych Kim；1981年3月13日—），是烏克蘭高麗族商人和政治家，自2020年起擔任烏克蘭尼古拉耶夫州州長。

## 生平
維塔利·金1981年3月13日生於尼古拉耶夫。其父亞歷山大·金是一名蘇聯高麗族血統的籃球教練，亦曾是蘇聯青年隊的球員。
金畢業於尼古拉耶夫第二文理中學和烏克蘭國立造船大學，獲得企業經濟學學位。
1998年開始從事創業活動。他是烏斯懷亞娛樂中心的管理合夥人。
2003年，金在烏克蘭企業公司工作，該公司從事公共部門審計。2005年至2011年，他在尼古拉耶夫管理多家企業，從事國際投資。2015年至2016年任烏克蘭農業政策部分析司司長。他也是一組開發公司的創始人，從事住宅綜合體的建設。

### 政治活動
2019年，他在2019年烏克蘭總統選舉和2019年烏克蘭議會選舉中擔任人民公僕尼古拉耶夫支部的志願者。在2020年烏克蘭地方選舉中，他是來自人民公僕，代表尼古拉耶夫市議會的候選人，同時又保持無黨派的身份。金還是該黨選舉總部的負責人，並為市議會和地區議會競選。
2020年11月25日，烏克蘭總統弗拉基米爾·澤連斯基任命金為尼古拉耶夫州州長。

### 2022年俄羅斯入侵烏克蘭
2022年俄羅斯入侵烏克蘭，面對俄羅斯的進攻，金留守尼古拉耶夫，一直在他的Telegram頻道上向公眾通報最新情況，並振作他的選民。金的影片以「晚安，我們來自烏克蘭！」（烏克蘭語：Доброго вечора, ми з України!）為開場白，以充滿幽默感的語調安撫民眾。金發佈的語錄和照片立即成為烏克蘭廣受流傳的迷因，成為戰爭中其中一個具影響力的人物。他的一個影片中要求在尼古拉耶夫的每個十字路口安置輪胎，然後將其點燃，以防敵人闖入城市。幾個小時內，尼古拉耶夫所有道路都出現輪胎。
2022年3月29日，俄羅斯軍隊在克里米亞發射巡邏導彈襲擊尼古拉耶夫州行政大樓，當時正值辦公時間，襲擊導致一座九層的辦公樓被毀，至少三人喪生。金因為睡過頭沒上班而倖免於難。

## 個人生活

### 家庭
他與尤莉亞·維塔利夫娜·金結婚，並正在撫養三個孩子。他們的兩個女兒是葉夫根尼婭和亞歷山德拉，他們的兒子是魯斯蘭。
由於他的高麗人血統，他會說韓語，他還會說英語、俄語和法語。

## 榮譽
2022年3月6日，澤連斯基發布№112/2022總統令，因金在「為保護烏克蘭的國家主權和領土完整做出重大個人貢獻，在保衛俄羅斯入侵者領土期間表現出的勇氣和無私行動」，授予金三級博赫丹·赫梅利尼茨基勳章。澤連斯基並給與尼古拉耶夫「英雄城市」稱號，金領獎後表示該獎項不屬於他，而是屬於任何保衛自己土地的人。
- 三級博赫丹·赫梅利尼茨基勳章